# 向步瀛
向步瀛（1867年—1935年），字南皋，原名傳薰，四川省成都府新繁縣孝義橋人，其先自湖南武岡州遷入。父向凌奎曾任潼川府訓導，光緒二十年(1894年)甲午科舉人，戊戌科(1898年)年三甲進士，署理江西上高縣、實授信豐縣知縣，二十九年(1903年)充江西鄉試同考官，三十二年(1906年)十二月，因開辦土膏統籌事務，開缺赴雲南貴州考察開辦。宣統元年(1910年)擢貴州勸業道、清理財政局會辦，次年以母年八十九歲請告歸養，閱一年母病逝，自此居家教授生徒，有名言「讀書不可為富貴利達計，不可為溫飽贍養計，不可為淹雅博通要譽驕人計，不可為小智辯言欺世盜名計」傳世。工書法，小楷尤為所長。民國二十四年（1935年）卒於家年七十七。著有《待廬遺稿》四卷。
另有記載記述其曾於民國十年（1921年）任四川省彭縣知事，存疑待考。